# Swietłana Trunowa
Swietłana Walerjewna Trunowa (ros. Светлана Валерьевна Трунова; ur. 7 czerwca 1983 w Moskwie) – rosyjska skeletonistka, srebrna medalistka mistrzostw Europy.

## Kariera
Największy sukces w karierze osiągnęła w 2008 roku, kiedy zdobyła srebrny medal podczas mistrzostw Europy w Cesanie. W zawodach tych rozdzieliła na podium dwie Niemki: Anję Huber oraz Kerstin Jürgens. Był to jednak jedyny medal wywalczony przez nią na międzynarodowej imprezie tej rangi. Była też między innymi dziesiąta na rozgrywanych w tym samym roku mistrzostwach świata w Altenbergu. W 2006 roku wystartowała na igrzyskach olimpijskich w Turynie, zajmując jedenastą pozycję. Brała też udział w igrzyskach w Vancouver w 2010 roku, gdzie była szesnasta. Trzykrotnie stawała na podium zawodów 
Pucharu Świata: 18 stycznia 2008 roku w Cesanie, 12 grudnia 2008 roku w Igls i 11 grudnia 2009 roku w Winterbergu była trzecia.